# Ninivski guvernerat
Ninivski guvernerat (arapski: محافظة نينوى‎, sirjački: ܗܘܦܲܪܟܝܵܐ ܕܢܝܼܢܘܹܐ‎)  je guvernerat  (arapski muḥāfażah, kurdski parêzga) u sjevernom Iraku. U njemu je drevni asirski grad Niniva. Integralni je dio Asirije od 25. stoljeća prije Krista do 7. stoljeća po Kristu. Površine je 37 323 km2 i prema procjenama ondje je 2003. godine živjelo 2,453.000 stanovnika. Najvažniji grad i provincijski glavni grad je Mosul (arapski: الموصل‎ al-Mawṣil, kurdski: مووسڵ‎, Mûsil, sirjački: ܡܘܨܠ‎, translit. Māwṣil), koji je na rijeci Tigrisu, nasuprot ruševina drevne Ninive. Tal Afar  (arapski: تلعفر‎, IPA: [talˈʕafar], turski: Telafer) je drugi po veličini grad. Do 1976. godine, pokrajina se zvala Mosulska provincija i u njoj je bio današnji Dohučki guvernerat, koji je danas dijelom autonomnog Iračkog Kurdistana. 2011. je u guverneratu živjelo 3,270.422 stanovnika.

## Daljnja literatura
- Kurdistan Regional Government Ministry of Extra Regional Affairs. Lipanj 2007. Report on the Administrative Changes in Kirkuk and the Disputed Regions (PDF). Erbil. Inačica izvorne stranice arhivirana (PDF) 11. siječnja 2015.